# إعادة توجيه الانتباه
يشير مصطلح إعادة توجيه الانتباه (بالإنجليزية: Attentional retraining)‏ إلى إعادة توجيه عمليات الانتباه التلقائية. تتنوع طرق إعادة التوجيه، لكنها تعتمد عادةً على برامج تدريبية محوسبة. في البداية، أشار المصطلح إلى إعادة توجيه الانتباه لإعادة تأهيل الأفراد بعد تعرضهم لإصابة دماغية أدت إلى اضطرابات عصبية في عملية الانتباه مثل الإهمال الحيزي النصفي، والمداومة، وتحدد فترة الانتباه، وحتى اضطراب نقص الانتباه مع فرط النشاط (إيه دي إتش دي). ولكن وفقًا لأبحاث وتطبيقات سريرية أحدث، طُبقت إعادة توجيه الانتباه باعتبارها نوعًا من تعديل الانحياز المعرفي. تشير إعادة توجيه الانتباه في هذا السياق إلى إعادة توجيه انحيازات الانتباه التلقائية التي لوحظ ترافقها مع المستويات العالية من القلق.

## تطبيقات إعادة التأهيل السيكولوجية العصبية
ظهرت المقاربات المحوسبة لإعادة التأهيل المعرفية انطلاقًا من الاستخدام الترفيهي لألعاب الفيديو في سبعينيات القرن العشرين وظهور الحواسيب الشخصية في الثمانينيات منه.
سمح التوافر المتزايد للحواسيب الشخصية ولغات البرمجة المتاحة للباحثين والأطباء أن يبدؤوا بإجراء التجارب باستخدام التدريب المعرفي المحوسب. تشمل أغلب الاختبارات مهامًا تدريبية بسيطة ومتكررة تزداد صعوبتها مع الوقت، في واحدة من هذه المهمات يجب على المشاركين الجلوس ومشاهدة أرقام عشوائية تُعرض على شاشة، ويجب أن يضغطوا على زر جرس عندما يرون عددًا محددًا، 3 مثلًا.
طُورت مهام مماثلة وخضع لها أفراد ثبتت إصابتهم باعتلال عصبي وظيفي في الباحات المسؤولة عن عمليات الانتباه. تعتمد آلية العمل النظرية في إعادة توجيه الانتباه وفقًا لهذه الطريقة على إمكانية تعميم المهام التدريبية العامة (التعرف والاستجابة للأرقام المعروضة على الشاشة) ليمكن توظيفها في عمليات الانتباه المستخدمة في الحياة ليومية.

### الفعالية في إصابة الدماغ
في عام 2001، ظهر تحليل تلوي للنتائج الناجمة عن إعادة تأهيل الانتباه بعد التعرض لإصابة دماغية استقصى فيه المؤلفون ما مجموعه 30 دراسة تشمل 359 مريضًا.
في هذا التحليل التلوي الأخير للنتائج، وجد المؤلفون أن هناك حجوم تأثير هامة وكبيرة (إحصاء دي: وهو نمط من حجم التأثير، يستخدم لبيان مقدار الاختلاف بين مجموعتين أو أكثر من المتغيرات المعطاة) بين الفترة ما قبل توجيه الانتباه إلى ما بعده. ولكن لم يظهر حجم التأثير الكبير إلا في الدراسات غير الحاوية على مجموعة مرجعية (مجموعة مراقبة). عندما حلل المؤلفون الدراسات المقارنة بين النتائج السابقة والتالية للتداخل (pre/post studies: وهي الدراسات التي تختبر تحسن أو تراجع خلال القيام بالتداخل، وتنسب أي تغير نحو الأفضل أو الأسوأ إلى هذا التداخل) مع المجموعة المرجعية وجدوا انخفاضًا كبيرًا في حجم التأثير. قد تعكس هذه الاستنتاجات التحسن الطبيعي المشاهَد مع مرور الوقت بعد الإصابة بأذية دماغية.

## تطبيقات تعديل الانحياز المعرفي (سي بي إم)
يُعتبر توجيه الانتباه نحو القلق شكلًا من آليات العلاج باستخدام المعالجة المعرفية التطبيقية (إيه بّي سي تي) ويشار إليه أيضًا في الأدب العلمي باسم علاج الانتباه باستخدام تعديل الانحياز المعرفي. تشمل علاجات سي بي إم (سي بي إم تي) استخدام المعالجة المعرفية التطبيقية لعلاج انحياز الانتباه، وانحياز التأويل، والصور المجازية.

### انحياز الانتباه
يعرف انحياز الانتباه أنه ميل بعض المنبهات المميزة في بيئة الفرد إلى لفت انتباهه وجذبه بشكل تفضيلي. فعلى سبيل المثال، يُظهر المصابون باضطرابات القلق انحيازًا تلقائيًا في الانتباه تجاه المنبهات المهددة بالخطر في بيئتهم، ويظهر مستخدمو ومدمنو العقاقير انحيازًا تلقائيًا في الانتباه نحو المنبهات المرتبطة بالعقاقير في بيئتهم.
قاد ظهور أبحاث حول تعديل الانحياز المعرفي إلى ظهور عدد خاص حديث في مجلة علم النفس غير الطبيعي يركز على الطرق والتقنيات المستخدمة في تعديل الانحياز المعرفي في علم النفس المرضي. تستند إعادة توجيه الانتباه عبر تعديل الانحياز المعرفي إلى انحياز الانتباه الملحوظ الواضح في علم النفس المرضي. كانت مهمة نقطة-مجس (بروب) المهمة الأكثر استخدامًا في إعادة توجيه الانتباه، طُورت هذه التقنية على يدي ماكلاود وآخرين في عام 1986. يظهر في هذه المهمة محرضان سريعان على الشاشة. أحد هذين المحرضين مميز عاطفيًا (منبه مرتبط بالعقاقير أو منبه منبئ بالخطر) والآخر محايد. يظهر هذان المنبهان (يكون المنبه عادةً كلمة أو صورة) لمدة 500 ميلي ثانية ثم يختفي واحد منهما بواسطة بروب يجب أن يستجيب له المشارك. تكون الاستجابات المطلوبة عادةً هي تحديد أي جانب من الشاشة يقع عليها البروب أو لكشف في أي اتجاه يصوب (يكون البروب في هذه الحالة سهمًا). يُكشف انحياز الانتباه عبر الاختلاف في زمن رد الفعل تجاه البروب بعد أن يستبدل منبهًا مميزًا مقابل زمن رد الفعل اللازم للاستجابة لإشارة تستبدل الإشارة المحايدة. عادة ما يكون المشاركون القلقون أسرع استجابةً للبروبات التي تستبدل المنبهات المميزة من تلك التي تستبدل المنبهات المحايدة. تقترح هذه النتائج أن الانتباه ينجذب إيجابًا للمنبهات المميزة المعروضة مسبقًا.
تسعى إعادة توجيه الانتباه إلى إعادة توجيه العملية الانتباهية التلقائية عبر استخدام مهمة نقطة-بروب وجعل البروب يستبدل المنبه المحايد كل الوقت. بالتالي، يتعلم المشارك حينئذ قاعدة ضمنية: إذا كان كلا المنبهين المحايد والمميز موجودين، توجه بشكل تفضيلي إلى المنبه المحايد. وبالتالي إذا امتلكت انحيازات الانتباه دورًا سببيًا في الحفاظ على القلق أو إدمان العقاقير، سينقص تخفيض الانحياز من مشاعر القلق من بين الناس القلقين ومن مشاعر اشتهاء العقار ويعزز الامتناع بين مدمني العقاقير.

### تأثير العلاج باستخدام تعديل الانحياز المعرفي على القلق
يختلف تأثير إعادة توجيه الانتباه على كل من القلق والإدمان.
في القلق، كانت نتائج المعالجة عبر تعديل الانحياز المعرفي واعدةً وواضحة في العديد من الدراسات التي أظهرت انخفاض مستوى القلق بين المجموعات المختبرة مقارنة بمجموعة الشواهد. أظهرت الدراسات امتلاك سي بي إم تي تأثيرًا أكبر على القلق عند إجراء التجارب ضمن العيادة مقارنةً مع إجرائها في المنزل.
وفق تحليل تلوي حديث يركز على التأثير السريري لتعديل انحياز الانتباه (إيه بي إم) لتخفيف اضطراب القلق الاجتماعي (إس إيه دي)، يسبب تعديل انحياز الانتباه (إيه بي إم) انخفاضًا صغيرًا، ولكن هامًا، في أعراض اضطراب القلق الاجتماعي (جي = 0.27)، وانحياز الانتباه لعوامل الخطر (جي = 0.30)، وردود الفعل على التحديات الكلامية (جي = 0.46) (يشير حرف جي إلى قياس إحصائي لحجم التأثير، وهو يدل على مدى الاختلاف بين مجموعتين، عادةً بين مجموعة تجريبية ومجموعة مرجعية). عُدلت هذه التأثيرات بحسب خصائص عملية تعديل انحياز الانتباه، وتصميم الدراسة، وسمة القلق في قيمها القاعدية.  لكن التأثيرات على الأعراض الثانوية (جي=0.09) وأعراض اضطراب القلق الاجتماعي بعد أربعة أشهر (جي = 0.09) لم تكن ذات أهمية. رغم عدم وجود إشارة على وجود هام لانحياز النشر البحثي، أشار المؤلفون إلى أن نوعية الدراسات كانت تحت المستوى المطلوب وبالغت في حجوم التأثير.
من وجهة نظر سريرية، تقتضي هذه النتائج أن تعديل انحياز الانتباه غير جاهز بعد لنشره على نطاق واسع كعلاج لاضطراب القلق الاجتماعي في العناية الروتينية.
وُجد أن توجيه الانتباه يعمل من خلال تحسين القدرة على فصل الانتباه عن الإشارات المهددة بالخطر. وزيادة على ذلك، ثبت أيضًا أن تعديل انحياز الانتباه مرتبط بظهور تبدلات في تفعيل الباحة أمام الجبهية تجاه التنبيه العاطفي. تبعًا لذلك، أظهرت دراسة جديدة أن انحياز انتباه الأفراد المصابين باضطرابات القلق إلى عوامل الخطر قد ينخفض عبر تطبيق تقنيات التعديل العصبي مثل التنبيه باستخدام تيار مباشر عبر القحف فوق القسم الوحشي الظهري أو القسم اليساري أمام الجبهي من القشرة المخية.